# Rhinolophus bocharicus
Rhinolophus bocharicus е вид прилеп от семейство Подковоносови (Rhinolophidae). Видът не е застрашен от изчезване.

## Разпространение и местообитание
Разпространен е в Афганистан, Иран, Казахстан, Киргизстан, Таджикистан, Туркменистан и Узбекистан.
Регионално е изчезнал в Пакистан.
Обитава планини, възвишения и пещери.

## Описание
Теглото им е около 15,1 g.
Популацията на вида е стабилна.